# Regina regnante

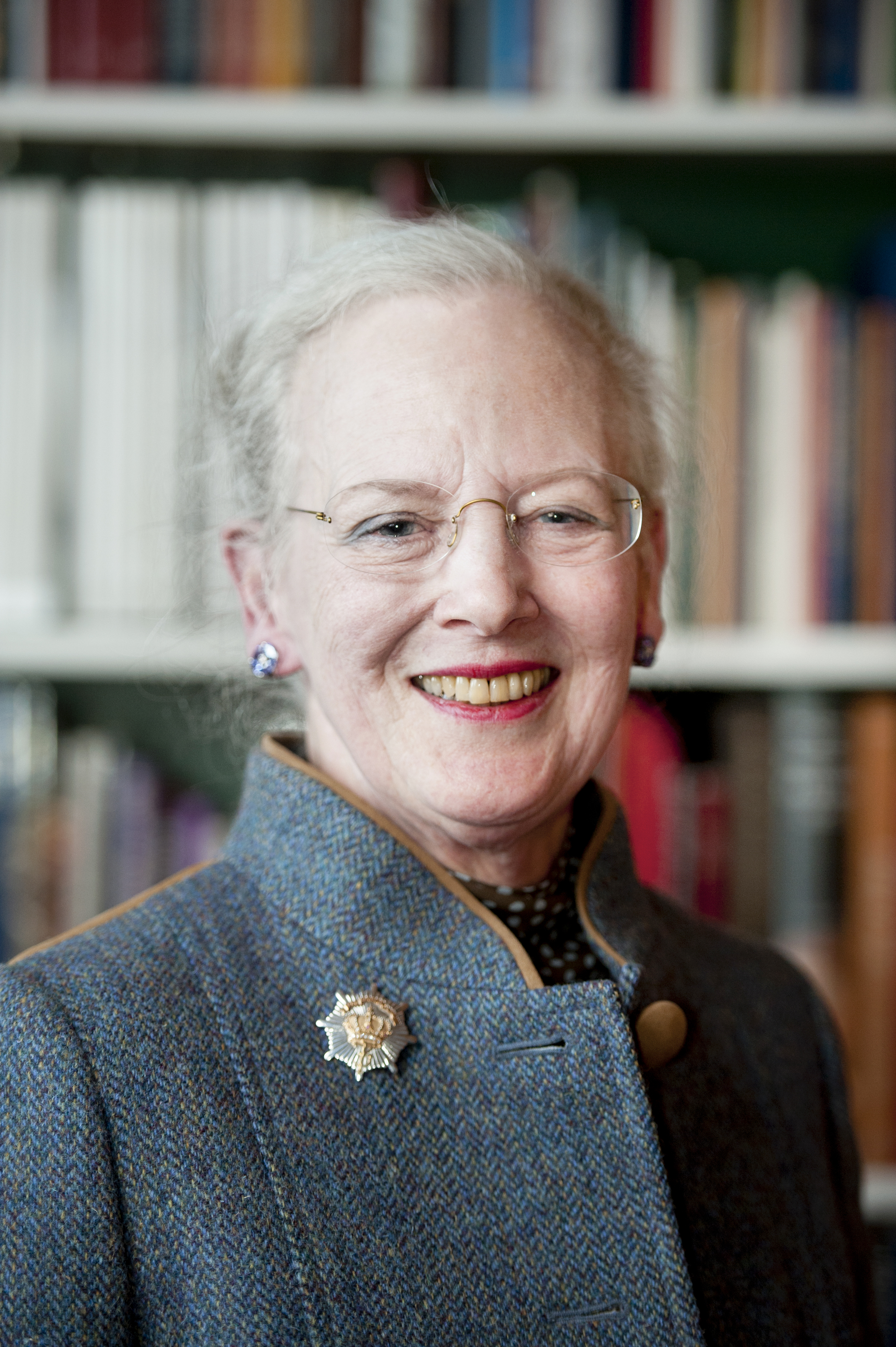
Margherita II, regina regnante di Danimarca dal 1972 al 2024

Una regina regnante è un monarca di sesso femminile che regna per proprio diritto, a differenza di una regina consorte, che è la moglie del re regnante.
Le regine regnanti possiedono ed esercitano poteri sovrani. I mariti delle regine regnanti, di solito, non condividono il rango, il titolo e la sovranità delle loro mogli. Le regine consorti condividono il rango e il titolo dei loro mariti, ma non la loro sovranità.

## Storia
Nell'antico Egitto, nelle culture del Pacifico, e persino nei paesi storici europei, come indicato di seguito, ai monarchi donne è stato dato il titolo di re o del suo equivalente, come faraone, quando il genere è irrilevante per la carica. Anche la bizantina Irene d'Atene si definì basileus (βασιλεύς), "imperatore", piuttosto che basilissa (βασίλισσα), "imperatrice", ed Edvige di Polonia fu incoronata come Rex Poloniae, "Re di Polonia". Tra i monarchi davidici del Regno di Giuda, si parla di una sola regina regnante, Atalia, anche se la Bibbia ebraica la considera negativamente come un'usurpatrice. Tra i successivi Asmonei, la regina Salomè Alessandra (Shlom Tzion) fu molto popolare.
Tecnicamente un re maschio può anche essere un re regnante o un re consorte, ma questa distinzione è inusuale e, per esempio, è stata utilizzata solo due volte nella storia della monarchia britannica e nelle sue monarchie precedenti. In tutte le monarchie attuali che permettono ad una regina di salire sul trono, il marito di una tale regina non assume il titolo di re, in genere viene classificato come un principe. Il marito della regina Maria I d'Inghilterra e i primi due mariti di Maria, Regina di Scozia, furono tutti creati re consorte dei regni delle loro mogli. Il marito di Maria II, regina d'Inghilterra e Irlanda, e regina di Scozia, fu nominato co-sovrano regnante re con lei, come Guglielmo III e II. Questa disposizione fu l'unica occasione di co-sovranità in Gran Bretagna.
L'ascesa di un regnante si verifica secondo le leggi dell'ordine di successione. I metodi di successione nei regni, nelle tribù e simili includono la nomina di un erede da parte del sovrano regnante o di un concilio, la primogenitura (quando i figli di un monarca o di un capo hanno precedenza in ordine di nascita dal più anziano al più giovane), o in rari casi si dà la precedenza all’ultimogenito. L'ambito di successione può essere matrilineare, patrilineare, o entrambi, oppure, più raramente, dato da elezioni politiche. Il diritto di successione può essere aperto a uomini e donne, o limitato a uno dei due sessi.
La successione più tipica nelle monarchie europee dal Basso Medioevo fino alla maggior parte del ventesimo secolo è stata la preferenza delle primogenitura maschile, ovvero un ordine che dava la precedenza ai figli maschi secondo primogenitura, seguiti poi da figlie femmine o nipoti maschi. Storicamente, molti regni proibirono la successione alle donne o attraverso una linea femminile grazie alla legge salica, e alcuni ancora lo fanno. Nessuna regina regnante ha mai governato la Francia, per esempio, e solo una donna, Maria Teresa, ha regnato sull'Austria. Come indicato nell'elenco di sotto delle regine, molte regnarono su monarchie europee.
Al tramonto del XX secolo ed al principio del XXI, Svezia, Norvegia, Belgio, Paesi Bassi e Danimarca hanno modificato i loro atti di successione di primogenitura senza preferenza per il sesso. In alcuni casi la modifica non ha avuto effetto durante la vita delle persone già in linea di successione dal momento che la legge non è quasi mai retroattiva. L'eccezione rilevante è in riferimento al trono di Svezia, quando con l'abolizione della legge salica nel 1980 con appunto effetto retroattivo, ha comportato il trasferimento della successione al trono dal Principe Carlo Filippo (nato nel 1979) a sua sorella maggiore la principessa Vittoria (nata nel 1977), avvenimento che ha comportato non poche polemiche.
In Cina, Wu Zetian divenne imperatrice regnante cinese e fondò la dinastia Zhou (noto anche come Wu Zhou 武 周) dopo aver destituito i suoi figli ed essersi proclamata imperatrice. Anche se il trono del crisantemo del Giappone è in genere precluso alle donne, nel corso della storia ci sono state otto imperatrici regnanti.